# جوي إن تيرنويس
جوي إن تيرنويس (بالفرنسية: Gouy-en-Ternois)‏ هي بلدية تقع في إقليم باد كاليه من منطقة نور با دو كاليه في شمال فرنسا. تبلغ مساحة هذه المدينة 5.65 (كم²)، وترتفع عن سطح البحر 137 م، يبلغ عدد سكانها 150 نسمة حسب إحصاء المعهد الوطني للإحصاء والدراسات الاقتصادية سنة 2009 م. وترأس Jean-Luc Scaillierez البلدية خلال فترة (2008-2014).